# Bullet in a Bible
Albums de Green Day
American Idiot
(2004) 21st Century Breakdown
(2009)
Bullet in a Bible est un album live du groupe de punk rock américain Green Day, sorti le 15 novembre 2005 sur le label Reprise Records.
Il a été enregistré lors de leur tournée mondiale pour leur album American Idiot les 18 et 19 juin 2005 devant environ 150 000 personnes au National Bowl de Milton Keynes en Angleterre.

## Liste des chansons
1. American Idiot
2. Jesus of Suburbia
  1. Jesus of Suburbia
  2. City of the Damned
  3. I Don't Care
  4. Dearly Beloved
  5. Tales of Another Broken Home
3. Holiday
4. Are We the Waiting
5. St. Jimmy
6. Longview
7. Hitchin' a Ride
8. Brain Stew
9. Basket Case
10. King for a Day / Shout
11. Wake Me Up When September Ends
12. Minority
13. Boulevard of Broken Dreams
14. Good Riddance (Time of Your Life)

Le DVD contient les mêmes chansons, entrecoupées de documentaires sur l'univers de Green Day et de ses concerts.